# Parassy
Parassy är en kommun i departementet Cher i regionen Centre-Val de Loire i de centrala delarna av Frankrike. Kommunen ligger i kantonen Les Aix-d'Angillon som tillhör arrondissementet Bourges. År 2022 hade Parassy 406 invånare.

## Befolkningsutveckling
Antalet invånare i kommunen Parassy
Referens:INSEE